# Das Fieber
Das Fieber ist ein Dokumentarfilm über Malaria von der österreichischen Filmemacherin Katharina Weingartner. Der Film feierte seine Weltpremiere am 1. November 2019 bei DOK Leipzig und wurde unter anderem beim Human International Documentary Film Festival in Oslo und One World Film Festival in Prag gezeigt.
Das Fieber beschäftigt sich mit der Behandlung von Malaria in Ostafrika.

## Handlung
Der Film begleitet die Heilpraktikerin Rehema Namyalo in Masaka, Uganda und den Entomologen Richard Mukabana von der Universität Nairobi in Kenia bei ihrem täglichen Kampf gegen Malaria. Beide versuchen mit lokalen, günstigen Mitteln gegen die Krankheit vorzugehen, doch ohne Unterstützung von internationalen Gesundheitsinstitutionen und Stiftungen stoßen sie immer wieder auf finanzielle und bürokratische Widerstände.
Rehema Namyalo betreibt eine kleine Klinik in ihrer Heimatstadt Masaka, dort behandelt sie Malaria-Patienten mit dem Heilkraut Artemisia annua, das sie selber anbaut. Dieses Wissen teilt sie auch in Workshops mit dem Ziel, dass jeder sich selbst vor Malaria schützen kann. Denn aus Artemisia annua wird der Wirkstoff Artemether gewonnen, Hauptbestandteil von Coartem, dem Standardmedikament gegen Malaria, dass allerdings in den Spitälern am Land oft nicht zu bekommen ist und sich die Bevölkerung auch kaum leisten kann.
Richard Mukabana verfolgt als Entomologe einen anderen Weg. Er versucht Moskitos, die den Malariaparasiten übertragen, an der Fortpflanzung zu hindern, indem sie in ihren Brutstätten getötet werden. Dazu könnte das biologische Insektizid BTI in Wassertümpel verstreut werden, der Wirkstoff greift gezielt Moskitolarven an; für Menschen und andere Tiere ist er harmlos. Die Herstellung von BTI sei sehr einfach, „eigentlich wie Bier“, erklärt Richard. Doch wird es aus den USA zu hohen Kosten importiert. Eine lokale Fabrik wurde zwar Anfang der 2000er Jahre in Nairobi gebaut, doch hat die kenianische Regierung bis heute keine Betreiberlizenz ausgestellt. Der Schweizer Insektenforscher und World Food Preisträger Hans Herren, der damals an dem Projekt beteiligt war, teilt mit Richard seinen Verdacht, dass politische und finanzielle Interessen der Entscheidungsträger eine lokale BTI-Erzeugung verhindern.
Die Wirksamkeit des von Rehema verwendeten Heilkrauts konnte unter anderem von Patrick Engeu Ogwang, Pharmakologe auf der Mbarara Universität der Wissenschaft und Technik in einer langjährigen Studie auf einer Blumenfarm mit über tausend Mitarbeitern nachweisen. Diejenigen, die einmal in der Woche Artemisia-Tee trinken haben keine Malaria mehr, wohingegen die anderen teilweise weiterhin einmal im Monat Malaria bekommen. Ogwang erklärt, dass Pharmaunternehmen auf die WHO Druck ausüben, das Heilkraut zu verbieten, weil sie um ihre eigenen Profite fürchten und einzelne afrikanische Länder sich der WHO nicht zu widersetzen trauen und darum das Heilkraut nicht verbreitet werden kann. Eine humanitäre Katastrophe sei in Sicht, da der Malariaparasit bereits Resistenzen gegenüber dem Standardmedikament Coartem entwickelt hat. Es sei das gleiche wie vor 30 Jahren, als der Wirkstoff Artemisinin bereits von China entwickelt wurde, doch die WHO ihn erst zugelassen hatte, als Novartis eingestiegen ist und das Medikament Coartem herausbrachte. 30 Millionen Menschen starben in der Zwischenzeit an Malaria auf Grund von Resistenzen gegenüber dem damaligen Standardwirkstoff Chloroquin.
Die Bill & Melinda Gates Foundation hat es sich zum Ziel gesetzt, Malaria auszurotten, doch anstatt lokale Lösungen zu unterstützen, investieren sie Milliarden in die Impfstoffforschung oder Insektizid-Moskitonetze, beides kommt aber nicht bei den am stärksten von Malaria-betroffenen Menschen in Afrika an.

## Produktion
Produziert wurde Das Fieber von pooldoks Filmproduktion KG (AT), in Ko-Produktion mit Zero One Film (DE) und Langfilm (CH). Gefördert wurde er vom Österreichischen Filminstitut, Land Vorarlberg, Filmförderungsanstalt, Medienboard Berlin-Brandenburg, Deutscher Filmförderfonds, Bundesamt für Kultur Schweiz, Zürcher Filmstiftung und dem ORF Film/Fernsehabkommen.
Die Recherche- und Dreharbeiten für den Film dauerten mehr als fünf Jahre, Katharina Weingartner und ihr Team führten über Hundert Interviews mit Experten auf der ganzen Welt und lernten ihre Protagonisten sehr gut kennen, bevor sie zu drehen begann. Dadurch wurde die Entscheidung getroffen, die Perspektive der Forscher und Aktivisten in Uganda und Kenia einzunehmen. Weiße Experten kommen nicht zu Wort.
Der Film übt u. a. Kritik am Schweizer Unternehmen Novartis und an der Bill & Melinda Gates Foundation. Da es sich um einen Kinodokumentarfilm und keine journalistische TV-Doku handelt, wurden die Stellungnahmen von Konzernen und Stiftungen zwar in Interviews eingeholt, aber nur im Abspann eingeblendet. Diese Entscheidung fiel, weil die Ansichten westlicher Malaria-Experten im Gegensatz zu denen aus Ostafrika medial weitverbreitet sind. Weder die mitfinanzierenden deutschen Sender SWR noch das Schweizer Fernsehen, die deutsche und Schweizer Filmförderung, sowie die deutschen und Schweizer Co-Produzenten, trauten sich mit den im Film aufgezeigten kontroversiellen Malaria-Geschäften an die Öffentlichkeit.

## Rezeption
Der Film stieß auf ein großes Publikumsinteresse bei dem Festival DOK Leipzig, alle drei Vorstellungen waren ausverkauft und im Anschluss fanden rege Diskussionen bei den einstündigen Q&As mit Katharina Weingartner und den Malaria-Experten Pierre Lutgen und Jerome Munyangi statt.
Die Journalistin und Filmemacherin Claudia Euen schrieb dazu in der Sächsischen Zeitung:
"Herausragend war der Film „Das Fieber“ von Katharina Weingartner. (…) Das Spannende an diesem Film: Die Regisseurin lässt nur Mediziner und Wissenschaftler aus der Region zu Wort kommen. „Wir müssen endlich die Perspektiven der anderen einnehmen“, begründet sie ihre Entscheidung, auf den westlichen Blick zu verzichten, weswegen nun öffentlich-rechtliche Rundfunkanstalten, die den Film mitfinanzierten, die Ausstrahlung verweigern. Das europäische Publikum sei nicht bereit für einen Film, in dem ausschließlich Schwarze vorkämen. Diese Zusammenhänge sind so abstrus wie die Tatsache, dass der Film nicht im Wettbewerb lief. Denn hier werden nicht nur die negativen Auswirkungen der globalen Verstrickungen erklärt, es wird auch nachvollziehbar, warum Menschen fliehen und wie tief sich die westliche Kolonialisierung in das Leben auf dem afrikanischen Kontinent gefressen hat, bis heute."
Für den Filmkrititer Bert Rebhandl gelingt es Katharina Weingartner „vollkommen auf die geläufigen Muster zu verzichten“, weiters schreibt er, „bietet der Film einen veränderten Blick auf die Geschichte Afrikas (…) denn Malaria ist keineswegs eine Naturgewalt, sondern ein Phänomen, das durch koloniale Veränderungen 'natürlich gemacht' wurde.“
Rehema Namyalo und Katharina Weingartner touren mit den Film in Österreich, Deutschland und der Schweiz, er läuft bis heute auf vielen renommierten internationalen Festivals wie ZIFF, in Taiwan, der Türkei, Italien, Spanien. Bei der deutschen Kino Premiere in München (wegen Covid online) brach der Server zusammen: 11.000 Menschen wollten den Film sehen.

## Andere Dokumentationen zum Thema
Der französische Sender France24 veröffentlichte im Januar 2019 ebenfalls eine Doku mit dem Titel „Malaria Business“.